# Новоселки (Туношенское сельское поселение)
Новосёлки — деревня в Ярославском районе Ярославской области. Входит в состав Туношенского сельского поселения.

## География
Находится в восточной части Ярославской области на расстоянии приблизительно 24 км на юго-восток по прямой от станции Ярославль.

## История
В 1859 году здесь (деревня Ярославского уезда Ярославской губернии) было учтено 14 дворов, в 1898 — 13.

## Население
Численность населения: 83 человека (1859 год), 10 (русские 100 %) в 2002 году, 2 в 2010.